# Палеомастодонты
Палеомастодо́нты (лат. Palaeomastodon) — род ископаемых хоботных из семейства Palaeomastodontidae. Обитали в Африке в раннем олигоцене, 28,4—23,03 млн лет назад Одними из предков палеомастодонтов были меритерии, жившие около 50 миллионов лет назад. Как и палеомастодонты, меритерии были найдены в Фаюмском оазисе в Египте.

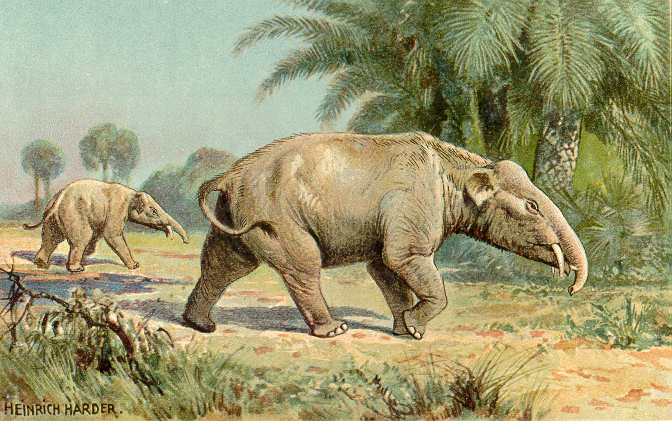
Картина

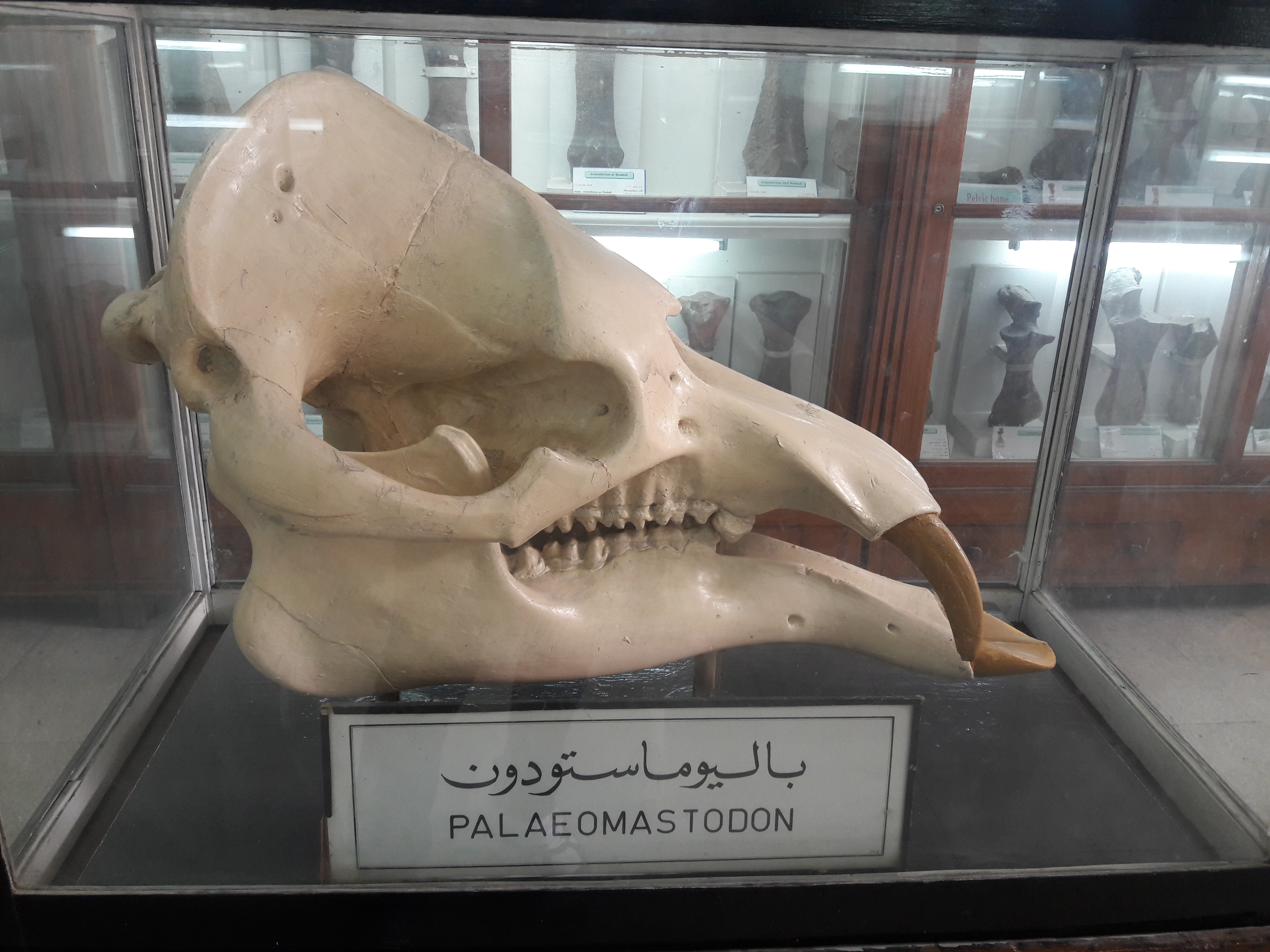
Череп палеомастодонта

У палеомастодонтов уже имелся короткий хобот из сросшихся друг с другом носа и верхней губы. В верхней и удлинённой нижней челюсти клыки развились в бивни. Бивни нижней челюсти были более плоскими и служили, по-видимому, более лёгкому извлечению водных растений из болотистой земли. Как и меритерии, палеомастодонты жили в воде или в болотистой береговой местности, сопоставимо с современными бегемотами.

## Виды
- Palaeomastodon beadnelli
- Palaeomastodon minor
- Palaeomastodon parvus
- Palaeomastodon wintoni